# Stefano Vergani
Stefano Vergani (Milano, 9 ottobre 1982) è un cantautore italiano.

## Biografia
Partecipa al primo Mantova Music Festival.
Nel 2004 riceve il premio come miglior artista emergente al Premio Tenco.
Ha esordito nel 2005 con l'album La musica è un pretesto la sirena una metafora accompagnato dall'Orchestrina Pontiroli e registrato presso lo studio Mezzanima.
Il secondo lavoro è del 2007 Chagrin d'amour sempre accompagnato dal gruppo che lo segue da anni e che ha cambiato nome in Orchestrina Acapulco. Partecipa al Festival di Villa Arconati del 2010, l'anno successivo pubblica il suo terzo album E allor pensai che mai. Nel maggio 2011 è il vincitore della seconda edizione del concorso Musica da Bere. Il 2013 dopo una nuova metamorfosi vede nascere il primo progetto solista che porta alla luce nel settembre 2014 il quarto album dal titolo Applausi a prescindere.
Il suo stile musicale, caratterizzato da una voce calda e da una forte componente ironica che rimanda ad atmosfere rétro, viene accostato a quello di cantautori come Giorgio Gaber, Ivano Fossati, Paolo Conte e Vinicio Capossela.

## Discografia

### Album
- 2004 – La musica è un pretesto la sirena una metafora (V2 Records)
- 2007 – Chagrin d'amour (Bagana Records/Dodicilune)
- 2011 – E allor pensai che mai (autoprodotto)
- 2014 – Applausi a prescindere
- 2019 – Mi sono giusto allontanato un attimo